# 제2차 기시 내각
제2차 기시 내각(일본어: 第2次岸内閣)은  기시 노부스케가 제57대 내각총리대신으로 임명되어, 1958년 6월 12일부터 1959년 6월 18일까지 존재한 일본의 내각이다.

## 개요
제2차 기시 노부스케 내각은 1958년 5월에 치러진 제28회 중의원 의원 총선거에서 자유민주당이 승리하면서 그 후 제29회 특별 국회에서는 기시 노부스케가 수반 지명을 받아 내각총리대신으로 재선된 후에 내각이 조성된 것이다.
제2차 기시 노부스케 내각의 주요 사건은 다음과 같다.
- 아키히토 황태자와 쇼다 미치코와의 결혼(1959년 4월 10일)
- 1964년 하계 올림픽의 개최지 발표는 뮌헨( 서독)에서 열린 국제 올림픽 위원회 총회에서 도쿄도가 개최지로 결정됐다(1959년 5월 26일).

## 각료
- 내각총리대신 - 기시 노부스케
- 법무대신 - 아이치 기이치
- 외무대신 - 후지야마 아이이치로
- 대장대신 - 사토 에이사쿠
- 문부대신 - 나다오 히로키치 ／ 하시모토 료고(임시 대리, 1958년 12월 31일 ~ ) ／ 하시모토 료고(1959년 1월 12일 ~ )
- 후생대신 - 하시모토 료고 ／ 사카타 미치타(1959년 1월 12일 ~ )
- 농림대신 - 미우라 구니오
- 통상산업대신 - 다카사키 다쓰노스케
- 운수대신 - 나가노 마모루 ／ 시게무네 유조(참의원 의원, 1959년 4월 24일 ~ )
- 우정대신 - 데라오 유타카(참의원 의원)
- 노동대신 - 구라이시 다다오
- 건설대신, 수도권정비위원회 위원장 - 엔도 사부로
- 국가공안위원회 위원장 - 아오키 마사시(겸무)
- 행정관리청 장관, 홋카이도 개발청 장관 - 야마구치 기쿠이치로
- 자치청 장관 - 아오키 마사시(겸무) ／ 아이치 기이치(겸무, 1958년 10월 28일 ~ ) ／ 아오키 마사시(겸무, 1959년 1월 12일 ~ )
- 방위청 장관 - 사토 기센(참의원 의원) ／ 이노 시게지로(1959년 1월 12일 ~ )
- 경제기획청 장관 - 미키 다케오(겸무) ／ 다카사키 다쓰노스케(사무 대리, 1958년 12월 31일 ~ ) ／ 세코 고이치(1959년 1월 12일 ~ )
- 과학기술청 장관 - 미키 다케오(겸무) ／ 다카사키 다쓰노스케(사무 대리, 1958년 12월 31일 ~ ) ／ 다카사키 다쓰노스케(겸무, 1959년 1월 12일 ~ )
- 국무대신 - 이케다 하야토( ~ 1958년 12월 31일)
- 내각관방장관 - 아카기 무네노리
- 총리부 총무장관 - 마쓰노 라이조
  - 내각법제국 장관 - 하야시 슈조
  - 내각관방부장관(정무) - 마쓰모토 슌이치(1958년 6월 14일 ~ )
  - 내각관방부장관(사무) - 스즈키 슌이치(1958년 6월 14일 ~ 1959년 6월 9일)
  - 총리부 총무부장관 - 사토 아사오

## 정무 차관
1958년 6월 17일 임명.
- 법무 정무 차관 - 기시마 도라조
- 외무 정무 차관 - 다케우치 슌키치
- 대장 정무 차관 - 야마나카 사다노리·사노 히로시
- 문부 정무 차관 - 다카미 사부로
- 후생 정무 차관 - 이케다 기요시
- 농림 정무 차관 - 이시자카 시게루·다카하시 마모루
- 통상 산업 정무 차관 - 나가카와 슌지·오시마 히데이치
- 운수 정무 차관 - 주만 다쓰이
- 우정 정무 차관 - 히로세 마사오
- 노동 정무 차관 - 이쿠타 고이치
- 건설 정무 차관 - 도쿠야스 지쓰조
- 행정 관리 정무 차관 – 하마노 세이고
- 홋카이도 개발 정무 차관 - 사토 세이이치로
- 자치 정무 차관 - 구로가네 야스미
- 방위 정무 차관 - 쓰지 간이치
- 경제 기획 정무 차관 - 고모토 도시오
- 과학 기술 정무 차관 – 이시이 게이

## 참고 문헌
- 하타 이쿠히코 편 《일본 관료제 종합 사전 : 1868 ~ 2000》(도쿄 대학 출판회, 2001년)